# Zwodna Ławka
Zwodna Ławka (słow. Zvodná lávka, niem. Weszterscharte, węg. Weszterrés) – przełęcz znajdująca się w słowackich Tatrach Wysokich. Oddziela Zwalistą Turnię od Staroleśnego Szczytu.
Zwodna Ławka ma trzy siodła znajdujące się na bardzo podobnej wysokości. Stanowi dosyć dogodny dostęp z Doliny Wielickiej do obydwu szczytów, w których rejonie się znajduje. Natomiast z Doliny Staroleśnej osiągnięcie siodeł przełęczy nastręcza wiele trudności. Wejście na przełęcz jest dostępne jedynie dla taterników, nie prowadzą na nią żadne szlaki turystyczne.

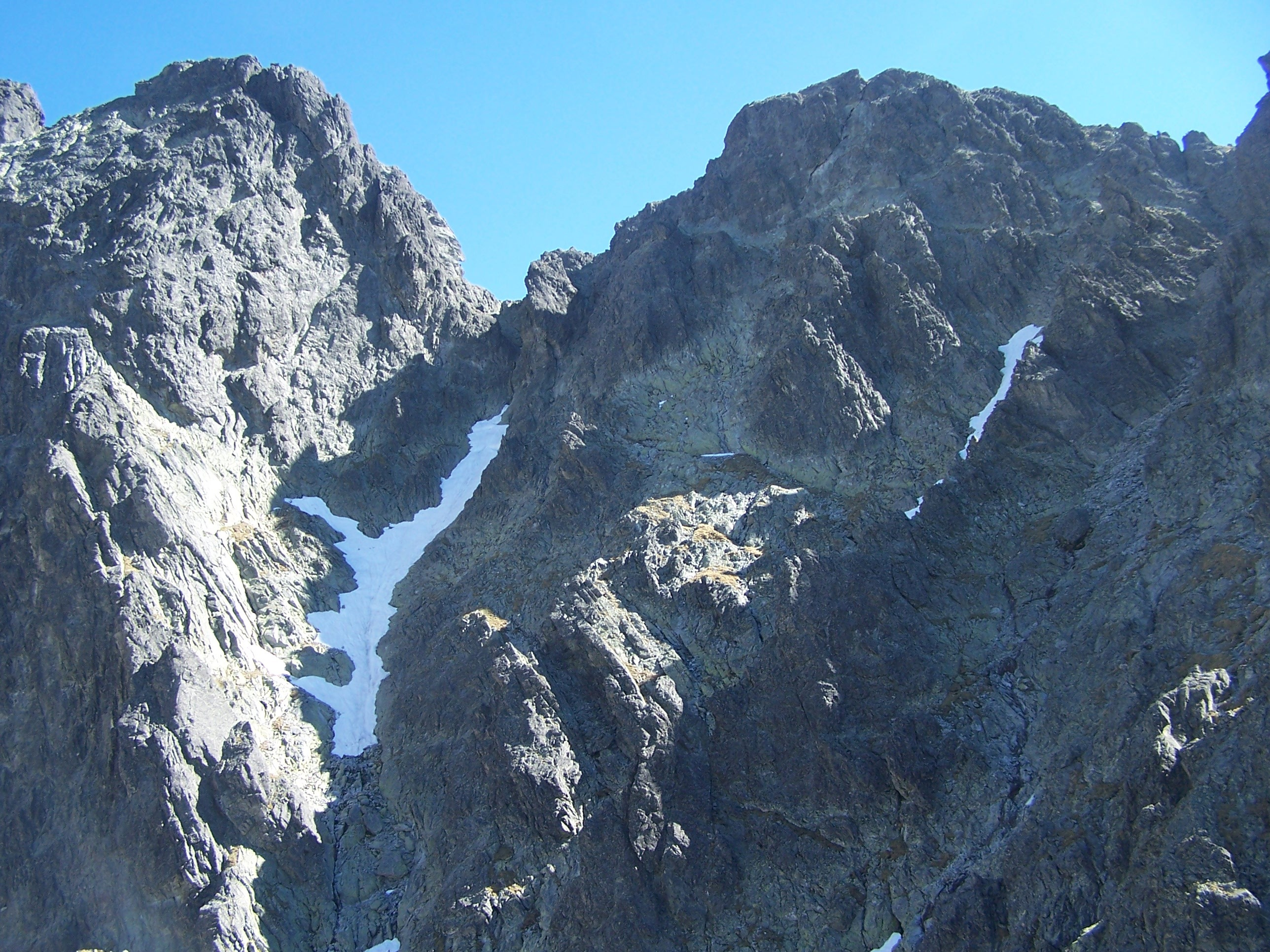
Od lewej: Pawłowa Turnia, żleb na Zwodną Ławkę, Kwietnikowa Turnia i żleb na Kwietnikową Przełączkę

## Historia
Pierwsze wejścia turystyczne:
- Edward Koelichen, Jan Koelichen, Franciszek Krzyształowicz, Kazimierz Przerwa-Tetmajer, Tadeusz Boy-Żeleński, Klemens Bachleda, Jan Bachleda Tajber, Józef Haziak i Jan Obrochta Tomkowy, 14 sierpnia 1892 r. – letnie,
- V. Jelinek i E. Křivý, kwiecień 1936 r. – zimowe.